# کریستوف فرانتس
کریستوف فرانتس (به آلمانی: Christoph Franz) (زاده ۲ مه ۱۹۶۰) کارآفرین و مدیر ارشد اجرایی آلمانی است، که اکنون به‌عنوان مدیر عامل اجرایی شرکت هواپیمایی لوفت‌هانزا فعالیت می‌نماید. وی از ماه مه ۲۰۱۴ ریاست هیئت مدیره شرکت دارویی هوفمان-لا روش را نیز برعهده دارد.
فرانز در فاصله سال‌های ۱۹۹۴ تا ۲۰۰۴ مدیر عامل شرکت دویچه بان بود و از ۲۰۰۴ تا ۲۰۰۹ نیز به‌عنوان مدیرعامل سوئیس اینترنشنال ایرلاینز فعالیت می‌کرد.